# Милорадович, Александра Александровна
Александра Александровна Милорадович (урождённая Васильчикова, 16 [28] июня 1860, Париж ― 31 января 1927, Париж) ― русская поэтесса, беллетрист, переводчица произведений Г. Лонгфелло, А. Теннисона, М. Метерлинка.

## Биография
Дочь директора Императорского Эрмитажа (1879―1888) гофмейстерa Александрa Алексеевичa Васильчиковa родилась в Париже 28 июня 1860 года; крестница графини М. Г. Разумовской и А. В. Олсуфьева. Вместе со старшей сестрой Марией (1859―1934; фрейлина двора) получила домашнее образование. 
Интересуясь русской историей, предпринимала разыскания в архивах, систематизировала наследственный семейный архив XVII—XIX вв., документы из которого предложила в 1890-х гг. редактору «Русского архива» П. И. Бартеневу опубликовать. В 1909—1914 гг. опубликовала с комментариями в «Русском архиве» письмо М. В. Ломоносова к И. И. Шувалову, письма Николая I, Александра II, Ф. М. Достоевского, И. С. Тургенева, А. Н. Островского
После революции уехала во Францию.
Умерла в Париже 31 января 1927 года, похоронена в Кламаре.

## Творчество
Планировала написать обширные биографии жён царя Михаила Фёдоровича, в «Русском архиве» были опубликованы её очерки «Царица Мария Владимировна» и «Царица Евдокия Лукьяновна Стрешнева».
Занималась поэтическим переводом ― А. Теннисон, М. Метерлинк, Г. Лонгфелло, Сюлли-Прюдом и др.

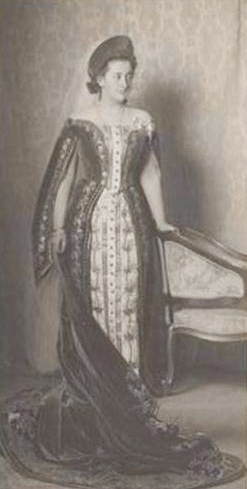
Ольга Милорадович, дочь

Свои стихи впервые опубликовала в коллективном сборнике «Несколько стихотворений» (1902), ― это сонеты, адресованные членам царской семьи, любовная и пейзажная лирика. В «Московских ведомостях» опубликован стихотворный цикл «Исторические силуэты». В 1904 году вышла её книжка с собственными иллюстрациями «Сказки, переводы и стихотворения». На книгу отозвался В. Я. Брюсов: «Автору хотелось оплести свои стихи и свои переводы художественными виньетками, намекнуть на недосказанное в словах ― рисунком, хотелось красивостью самого шрифта, набора, всей внешности страниц дополнить впечатлений…У г-жи Милорадович есть школа, есть любовь к изысканности выражений, есть стремление к певучести стиха и верности образов».

## Семья
Муж, с 8 июня 1883 года ― Леонид Александрович Милорадович (1841―1908). Свадьба состоялась в имении её родителей Коралово и, по словам князя С. М. Волконского, это «была самая веселая свадьба», какую он видел. После поселилась с мужем в его полтавском имении.
Их дети: Александр Леонидович Милорадович (1884―1885), Сергей Леонидович Милорадович (1885), Борис Леонидович Милорадович (1887―1920), Николай Леонидович Милорадович (1889―1954), Ольга Леонидовна Милорадович (1894―1932).
Внучка Александра Николаевна вышла замуж за немецкого герцога де Круа и стала продолжательницей этого рода, одного из знатнейших в Европе.